# Lígurs
Els lígurs (en llatí: Ligŭres; en grec antic: Λίγυες) eren un conjunt de pobles que van viure a la regió que va rebre el nom de Ligúria sota els romans.
Està en debat si eren indoeuropeus d'una onada anterior als itàlics i celtes, o preindoeuropeus. Fent l'anàlisi de topònims i patronímics, i unes altres paraules que han sobreviscut del lígur, el celtòleg Henri d'Arbois de Jubainville diu que eren una branca d'indoeuropeus emparentada amb els celtes. Aquesta hipòtesi té, però, l'inconvenient que les semblances podrien ser degudes a la influència dels celtes sobre els lígurs.

## Història
Els lígurs apareixen ja com a força mercenària a l'exèrcit del cartaginès Hamílcar l'any 480 aC. Agàtocles de Siracusa en va utilitzar també. Els grecs de Massília van fundar colònies a la costa lígur com Nicaea (Niça) i Portus Herculis Monoeci (Mònaco), però no van anar mai més enllà de la costa.
El 237 aC, els lígurs es van enfrontar amb els romans per primer cop. El cònsol P. Lentulus Caudinus, un dels cònsols de l'any 236 aC, va ser el primer que va tindre un triomf sobre els lígurs. Entre el 233 i el 223 aC, els lígurs apareixen tres vegades entre els derrotats segons els llibres dels Fasti, però només van ser sotmesos parcialment. Les tribus es van refugiar a les muntanyes; els lígurs de les muntanyes al nord dels Apenins van ser aliats dels gals bois i ínsubres. El conflicte va quedar aturat durant la Segona Guerra Púnica. Els lígurs es van aliar amb els cartaginesos i van proveir Hanníbal amb un important contingent que va lluitar amb Hasdrúbal al Metaure. Abans del final de la guerra, quan Magó Barca va desembarcar al seu territori, Ligúria va ser la base d'operacions contra la Gàl·lia Cisalpina. Després de la guerra, els romans van decidir castigar els lígurs i els gals i van començar una guerra l'any 200 aC. Els lígurs van atacar les colònies de Placentia i Cremona.
Això va ser el començament d'una llarga sèrie de guerres que van durar vuitanta anys. De les campanyes, se'n sap ben poca cosa. Els romans van tindre alguns triomfs. Una de les tribus més poderoses eren els apuans, que vivien a prop de la frontera amb Etrúria, i van ocupar les valls del Macra i el Ausar (Magra i Secchio) i es van estendre cap a la frontera amb els aretins i els territoris de Mutina i Bononia. El quarter general romà era a Pisae. Els lígurs, amb el temps, van ser expulsats cap a les muntanyes i castells. El 180 aC, els cònsols Publi Corneli Ceteg i Marc Bebi Tàmfil, que havien assolit una submissió nominal, van deportar tota la nació (40.000 persones) fora del país. Els van establir al Samni, on van subsistir com a lígurs cornelians i babians durant segles.
L'establiment de les colònies romanes de Pisa i Lucca va consolidar les conquestes i va establir el domini romà al Macra i al port de Luna. La tribu dels friniats, al nord dels Apenins, prop de les fonts del Scultenna (Panaro), va ser dominada per Gai Flamini el 187 aC, i les tribus dels brigats, garuls, hercats i lapicins cap a l'any 175 aC. Els ingauns (ingauni), una de les més poderoses a l'oest de Genua, van ser sotmesos potser el 181 aC, però la submissió no era completa, així com la dels seus veïns intemelis, i es van dedicar uns anys a les pirateries. L'any 173 aC, els statielli, poble no esmentat abans, van ser dominats, i hi va haver un avenç romà cap a l'oest. A partir del 167 aC, quan l'única font, Titus Livi, s'atura, ja no se'n sap res de les següents guerres, però apareixen ressenyats alguns triomfs que indiquen que la lluita va continuar.
L'any 154 aC, els romans van atacar per primer cop els ovibis i deciats a l'oest del Varus. Trenta anys després (123 aC-122 aC), van sotmetre les tribus dels vocontis i sal·luvis. Mentre les tribus de l'oest van caure progressivament sota domini romà, les de més a l'est encara es mantenien rebels; el 117 aC, Quint Marci Rex va vèncer els lígurs. Més tard, Marc Emili Escaure es va distingir lluitant-hi, i construint la Via Emília Escàuria al final del segle, seguint tota la costa de Luna a Vada Sabata, i cap a l'interior travessant els Apenins fins a Dortona. Això va ser la fase final de la submissió dels lígurs, tot i que mancava la submissió de les tribus muntanyeses. Les tribus dels Alps Marítims no van ser sotmeses fins al regnat d'August.
No se sap quan van obtenir la ciutadania romana, però és probable que fos alhora que la Gàl·lia Cisalpina l'any 89 aC, però les tribus muntanyeses al temps de Plini el Vell només tenien el dret llatí.
Amb part del seu territori, es va fer la novena regió d'Itàlia. Els Alps Cottis van ser un territori separat que sota Neró va ser una província, però Constantí el Gran va unir-hi la Ligúria i la seva regió va ser rebatejada com Alps cotis, mentre que es va donar el nom de Ligúria a la regió onzena, la Gàl·lia Transpadana. En aquest temps, els lígurs ja havien desaparegut com a poble diferenciat.

## Tribus
Els lígurs tenien molts grups o tribus que no tenien cap unió entre ells, si bé de vegades van fer aliances contra els romans. Les tribus principals eren:
- Els apuanis o apuans a la vall del Macra i el port de Lunae.
- Els friniats a la vall de Scultenna o Panaro.
- Els briniats a la vall del Vara, afluent del Magra.
- Els genuats a la regió de Genua.
- Els veturis, veïns dels genuats per l'oest dels que els separava el riu Porcifera o Polcevera.
- Els inaguns o ingaunis a la costa, a la regió d'Albenga (Albium Ingaunum).
- Els intermelis, a l'oest dels ingauns, amb centre a Albium Intermelium (Ventimiglia).
- Els vediantis, a la vall del Varus, als dos costats del riu.

Al nord dels Apenins les tribus principals foren:
- Els vagiennis amb capital a Augusta Vagiennorum, actual Bene, entre l'Stura i el Tanaro, fins al naixement del riu Po.
- Els statiel·lis amb centre a Aquae Statiellae, avui Acqui.
- Els taurins amb centre a Augusta Taurinorum, avui Torí.
- Els euburiats a les muntanyes Astigiana.
- Els celelats, a l'est dels euburiats.
- Els cerdiquiats, també a l'est dels euburiats.
- els ilvats, igualment a l'est dels euburiats.
- Els epanteris, al nord dels ingauns.

Al sud dels Apenins:
- els garuls
- els hercats
- els lapicins.

Als Alps italians:
- els vènets
- els bimbel·lis
- els magel·lis
- els casmonats
- els veleiats (centrats a Veleia, al sud de Placentia).